# Вулете Средња Марићка
Вулете Средња Марићка су насељено мјесто, засеок села Марићка у граду Приједор, Република Српска, БиХ.

## Клима
Вулете одликује блага умерено континентална клима којом се одликује околина Марићке, разноликост и повољан распоред геолошке подлоге као и остали чиниоци који пружају добре услове за развој пољопривреде. Јасно изражени микроеколошки фактори у оквирима појединих предела предодредили су становништво да се бави одређеним гранама пољопривреде што спонтано води појави специјализације у пољопривредној производњи.
Средња годишња температура је 10,4 °C, најхладнији месец је јануар са средњом температуром ваздуха -1,2 °C, а најтоплији месец је јул са средњом температуром ваздуха 21 °C. Средња вегетациона температура је 16 С, што представља повољне услове за пољопривреду. Распоред падавина је неравномеран током вегетационог периода, што условљава да наводњавање усева представља неопходну агротехничку меру. Средња годишња висина падавина износи 692,9 мм воденог талога. Најкишовитији месец је месец мај са 88,6 мм талога, а најсувљи су фебруар и март са око 40 мм. С обзиром на то да се део села простире уз обалу реке у зимском периоду се бележе ниске температуре ваздуха и до – 15 °C, а такође су присутни и рани јесењи и касни пролећни мразеви. Равничарски део Вулета карактеришу и честе магле у јутарњим часовима.

## Демографија
У засеоку Вулете живи 110 пунолетних становника, а просечна старост становништва износи 43,5 година (42,6 код мушкараца и 44,2 код жена). У насељу има 160 домаћинстава, а просечан број чланова по домаћинству је 3,08.

## Економија
Основна привредна грана у Вулетама је пољопривреда, а преовлађују: повртарство, воћарство и сточарство.

### Повртарство
У производњи поврћа на преко неколико хектара најплоднијег земљишта највећу примену налазе кромпир, паприка, парадајз и краставци.

### Воћарство
Захваљујући благој валовитости земљишта, нарочито у горњем делу Вулета, развиле су се и нашле примену многе воћне врсте.

### Сточарство
Вулете су познати одгајивачи стоке. Заступљена је производња млека и производња товних грла. У свињарству присутне су савремене фарме свиња као и одгој свиња у мањим објектима и запатима. Готово свако домаћинство се у мањој или већој мери бави се овом производњом.